# جمهوری پارلمانی متمرکز
جمهوری پارلمانی متمرکز یک نظام حکومتی یکپارچه از نوع جمهوری است که در آن قدرت سیاسی توسط آرای رای‌دهندگان، در اختیار پارلمان قرار می‌گیرد.

## فهرست کشورهای دارای نظام جمهوری پارلمانی متمرکز
| کشور                | نوع نظام پیشین                                                             | سال به تصویب رسیدن | نهادی که رئیس دولت را تعیین می‌کند                                                                                           | ساختار مجلس |
| ------------------- | -------------------------------------------------------------------------- | ------------------ | --- | ----------- |
| آلبانی              | نظام تک‌حزبی                                                                | ۱۹۹۱               | توسط اکثریت پارلمان تعیین می‌شود                                                                                             | تک‌مجلسی     |
| ارمنستان            | نظام نیمه‌ریاستی                                                            | ۲۰۱۸               | توسط اکثریت پارلمان تعیین می‌شود                                                                                             | تک‌مجلسی     |
| بنگلادش             | نظام ریاستی                                                                | ۱۹۹۱               | توسط پارلمان | تک‌مجلسی     |
| باربادوس            | پادشاهی مشروطه                                                             | ۲۰۲۱               | پارلمان با اکثریت دو سوم در صورت عدم نامزدی مشترک                                                                           | دو مجلسی    |
| بوتسوانا            | تحت‌الحمایه بریتانیا (تحت‌الحمایگی بچوانلند)                                 | ۱۹۶۶               | توسط اکثریت پارلمان تعیین می‌شود                                                                                             | تک‌مجلسی     |
| بلغارستان           | نظام تک‌حزبی                                                                | ۱۹۸۹               | از طریق سیستم انتخابات مستقیم، با امکان ادامه روند انتخابات تا دور دوم                                                      | تک‌مجلسی     |
| کرواسی              | نظام نیمه‌ریاستی                                                            | ۲۰۰۰               | از طریق سیستم انتخابات مستقیم، با امکان ادامه روند انتخابات تا دور دوم                                                      | تک‌مجلسی     |
| جمهوری چک           | نظام تک‌حزبی (بخشی از چکسلواکی)                                             | ۱۹۸۹               | از طریق سیستم انتخابات مستقیم، با امکان ادامه روند انتخابات تا دور دوم (تا سال ۲۰۱۳; اخیراً توسط اکثریت پارلمان تعیین می‌شود) | تک‌مجلسی     |
| دومینیکا            | عضو همراه پادشاهی متحد                                                     | ۱۹۷۸               | توسط اکثریت پارلمان تعیین می‌شود                                                                                             | تک‌مجلسی     |
| استونی              | اشغال‌شده توسط اتحاد جماهی شوروی (نظام تک‌حزبی)                              | ۱۹۱۸               | توسط دو سوم اکثریت پارلمان تعیین می‌شود                                                                                      | تک‌مجلسی     |
| فیجی                | دیکتاتوری نظامی                                                            | ۲۰۱۴               | توسط اکثریت پارلمان تعیین می‌شود                                                                                             | تک‌مجلسی     |
| فنلاند              | نظام نیمه‌ریاستی                                                            | ۲۰۰۰               | از طریق سیستم انتخابات مستقیم، با امکان ادامه روند انتخابات تا دور دوم                                                      | تک‌مجلسی     |
| یونان               | دیکتاتوری نظامی؛ پادشاهی مشروطه                                            | ۱۹۷۵               | توسط اکثریت پارلمان تعیین می‌شود                                                                                             | تک‌مجلسی     |
| مجارستان            | نظام تک‌حزبی                                                                | ۱۹۹۰               | توسط اکثریت مطلق پارلمان تعیین می‌شود                                                                                        | تک‌مجلسی     |
| ایسلند              | سابقاً بخشی از دانمارک؛ پادشاهی مشروطه                                      | ۱۹۴۴               | انتخابات مستقیم، از طریق رأی‌گیری نخست‌گزینی                                                                                  | تک‌مجلسی     |
| جمهوری ایرلند       | پادشاهی مشروطه (تحت سلطه بریتانیا)                                         | ۱۹۴۹               | انتخابات مستقیم، از طریق رأی بدیل                                                                                           | دو مجلسی    |
| اسرائیل             | تحت‌الحمایه (بخشی از قیمومت بریتانیا بر فلسطین)                             | ۱۹۴۸               | توسط اکثریت پارلمان تعیین می‌شود                                                                                             | تک‌مجلسی     |
| ایتالیا             | پادشاهی مشروطه                                                             | ۱۹۴۶               | توسط اکثریت مطلق پارلمان تعیین می‌شود                                                                                        | دو مجلسی    |
| کیریباتی            | تحت‌الحمایه                                                                 | ۱۹۷۹               | انتخابات مستقیم، از طریق رأی‌گیری نخست‌گزینی                                                                                  | تک‌مجلسی     |
| لتونی               | نظام تک‌حزبی (بخشی از اتحاد جماهیر شوروی)                                   | ۱۹۹۱               | توسط پارلمان | تک‌مجلسی     |
| لبنان               | تحت‌الحمایه (قیمومت فرانسه بر لبنان)                                        | ۱۹۴۱               | توسط پارلمان | تک‌مجلسی     |
| مقدونیه شمالی       | نظام تک‌حزبی (بخشی از یوگسلاوی)                                             | ۱۹۹۱               | از طریق سیستم انتخابات مستقیم، با امکان ادامه روند انتخابات تا دور دوم                                                      | تک‌مجلسی     |
| مالت                | پادشاهی مشروطه                                                             | ۱۹۷۴               | توسط اکثریت پارلمان تعیین می‌شود                                                                                             | تک‌مجلسی     |
| جزایر مارشال        | سرزمین تحت قیمومت سازمان ملل (بخشی از قلمرو تحت قیمومت جزایر اقیانوس آرام) | ۱۹۷۹               | توسط پارلمان | دو مجلسی    |
| موریس               | پادشاهی مشروطه                                                             | ۱۹۹۲               | توسط اکثریت پارلمان تعیین می‌شود                                                                                             | تک‌مجلسی     |
| مولدووا             | نظام نیمه‌ریاستی                                                            | ۲۰۰۱               | توسط اکثریت سه‌پنجم پارلمان                                                                                                  | تک‌مجلسی     |
| مونته‌نگرو           | نظام تک‌حزبی (بخشی از یوگسلاوی، و پس از صربستان و مونته‌نگرو)                | ۱۹۹۲               | از طریق سیستم انتخابات مستقیم، با امکان ادامه روند انتخابات تا دور دوم                                                      | تک‌مجلسی     |
| میانمار             | دیکتاتوری نظامی                                                            | ۲۰۱۰               | توسط پارلمان و به‌واسطهٔ یک مجمع گزینندگان                                                                                    | دو مجلسی    |
| نائورو              | قلمروی تحت قیمومت استرالیا                                                 | ۱۹۶۸               | توسط پارلمان | تک‌مجلسی     |
| سان مارینو          | یکه‌سالاری (بخشی از امپراتوری رم)                                           | ۳۰۱                | توسط پارلمان | تک‌مجلسی     |
| صربستان             | نظام تک‌حزبی (بخشی از یوگسلاوی)                                             | ۱۹۹۱               | از طریق سیستم انتخابات مستقیم، با امکان ادامه روند انتخابات تا دور دوم                                                      | تک‌مجلسی     |
| سنگاپور             | پادشاهی مشروطه (بخشی از مالزی)                                             | ۱۹۶۵               | انتخابات مستقیم (از ۱۹۹۳)                                                                                                   | تک‌مجلسی     |
| اسلواکی             | نظام تک‌حزبی (بخشی از چکسلواکی)                                             | ۱۹۸۹               | انتخابات مستقیم، با امکان ادامه روند انتخابات تا دور دوم (از ۱۹۹۹؛ پیش از آن توسط پارلمان)                                  | تک‌مجلسی     |
| اسلوونی             | نظام تک‌حزبی (بخشی از یوگسلاوی)                                             | ۱۹۹۱               | از طریق سیستم انتخابات مستقیم، با امکان ادامه روند انتخابات تا دور دوم                                                      | دو مجلسی    |
| آفریقای جنوبی       | پادشاهی مشروطه                                                             | ۱۹۶۱               | توسط اکثریت پارلمان تعیین می‌شود                                                                                             | دو مجلسی    |
| سورینام             | دیکتاتوری نظامی                                                            | ۱۹۸۷               | توسط اکثریت پارلمان تعیین می‌شود                                                                                             | تک‌مجلسی     |
| جمهوری چین (تایوان) | دیکتاتوری نظامی تک‌حزبی                                                     | ۱۹۴۶               | توسط مجمع گزینندگان، که به‌طور مستقیم توسط رأی‌دهندگان انتخاب می‌شود                                                           | سه مجلسی    |
| ترینیداد و توباگو   | پادشاهی مشروطه                                                             | ۱۹۷۶               | توسط پارلمان | دو مجلسی    |
| وانواتو             | حکومت مشترک بریتانیا و فرانسه (هبریدز نو)                                  | ۱۹۸۰               | توسط اکثریت پارلمان و رؤسای شوراهای منطقه‌ای                                                                                 | تک‌مجلسی     |

## یادداشت
1. ↑  Formerly a semi-presidential republic, it is now a parliamentary republic according to David Arter, First Chair of Politics at Aberdeen University. In his "Scandinavian Politics Today" (Manchester University Press, revised 2008 شابک ‎۹۷۸۰۷۱۹۰۷۸۵۳۸), he quotes Nousiainen, Jaakko (June 2001). "From semi-presidentialism to parliamentary government: political and constitutional developments in Finland". Scandinavian Political Studies. 24 (2): 95–109. doi:10.1111/1467-9477.00048. as follows: "There are hardly any grounds for the epithet 'semi-presidential'." Arter's own conclusions are only slightly more nuanced: "The adoption of a new constitution on 1 March 2000 meant that Finland was no longer a case of semi-presidential government other than in the minimalist sense of a situation where a popularly elected fixed-term president exists alongside a prime minister and cabinet who are responsible to parliament (Elgie 2004: 317)". According to the Finnish Constitution, the president has no possibility to rule the government without the ministerial approval, and does not have the power to dissolve the parliament under his or her own desire. Finland is actually represented by its prime minister, and not by its president, in the Council of the Heads of State and Government of the European Union. The 2012 constitution reduced the powers of the president even further.